# Buffalo County, Nebraska
Buffalo County är ett administrativt område i delstaten Nebraska, USA, med 46 102 invånare. Den administrativa huvudorten (county seat) är Kearney.  

## Geografi
Enligt United States Census Bureau så har countyt en total area på 2 525 km². 2 507 km² av den arean är land och 18 km² är vatten. 

### Angränsande countyn
- Hall County, Nebraska - öst
- Adams County, Nebraska - sydöst
- Kearney County, Nebraska - syd
- Phelps County, Nebraska - sydväst
- Dawson County, Nebraska - väst
- Custer County, Nebraska - nordväst
- Sherman County, Nebraska - nord
- Howard County, Nebraska - nordöst